# Каюкова, Наталья Валентиновна
Ната́лья Валенти́новна Каюко́ва (род. 10 декабря 1966, Хабаровск) — советская и российская легкоатлетка, специалистка по прыжкам в длину и тройным прыжкам. Выступала за сборные СССР, СНГ и России по лёгкой атлетике в 1990-х годах, многократная чемпионка и призёрка первенств национального значения, участница летних Олимпийских игр в Атланте. Представляла Хабаровский край. Мастер спорта России международного класса. Ныне — тренер по лёгкой атлетике.

## Биография
Родилась 10 декабря 1966 года в Хабаровске.
Увлеклась лёгкой атлетикой уже в раннем детстве, наблюдая за тренировками своих отца и дяди. Занималась у тренеров Евгения Лупатова, Отто Зигизмунда, Александра Цыплакова, позже проходила подготовку под руководством своего мужа Андрея Каюкова, так же известного легкоатлета.
Впервые заявила о себе в тройном прыжке на взрослом всесоюзном уровне в сезоне 1990 года, выиграв бронзовую медаль на чемпионате СССР в Киеве.
В 1992 году на зимнем чемпионате России в Волгограде одержала победу в тройных прыжках и стала серебряной призёркой в прыжках в длину. Позже превзошла всех соперниц в тройном прыжке на чемпионате СНГ в помещении в Москве. На летнем чемпионате России в Москве была лучшей в тройных прыжках и в прыжках в длину. На летнем чемпионате СНГ в Москве стала второй позади титулованной Галины Чистяковой.
В 1996 году завоевала золотую медаль в тройном прыжке на зимнем чемпионате России в Москве. Попав в основной состав российской национальной сборной, побывала на чемпионате Европы в помещении в Стокгольме, где с результатом 14,22 метра заняла в финале четвёртое место. На летнем чемпионате России в Санкт-Петербурге была второй после Инны Лисовской. По итогам чемпионата удостоилась права защищать честь страны на Олимпийских играх в Атланте — показала здесь результат 13,54 метра, не сумев преодолеть предварительный квалификационный этап.
В 1997 году в тройном прыжке победила на зимнем чемпионате России в Волгограде, заняла 12-е место на чемпионате мира в помещении в Париже, взяла бронзу на летнем чемпионате России в Туле, отметилась выступлением на чемпионате мира в Афинах.
В 1999 году на зимнем чемпионате России в Москве добавила в послужной список награду серебряного достоинства, выигранную в тройном прыжке.
Впоследствии оставалась действующей спортсменкой вплоть до 2003 года.
За выдающиеся спортивные результаты удостоена почётного звания «Мастер спорта России международного класса».
После завершения спортивной карьеры занималась тренерской деятельностью, работала в Центре спортивной подготовки сборных команд Хабаровского края, занимала должность начальника отдела координации деятельности и методического обеспечения организаций.
Её дочь Екатерина Каюкова также добилась значительных успехов в тройном прыжке.